# طيران أرارات الدولية

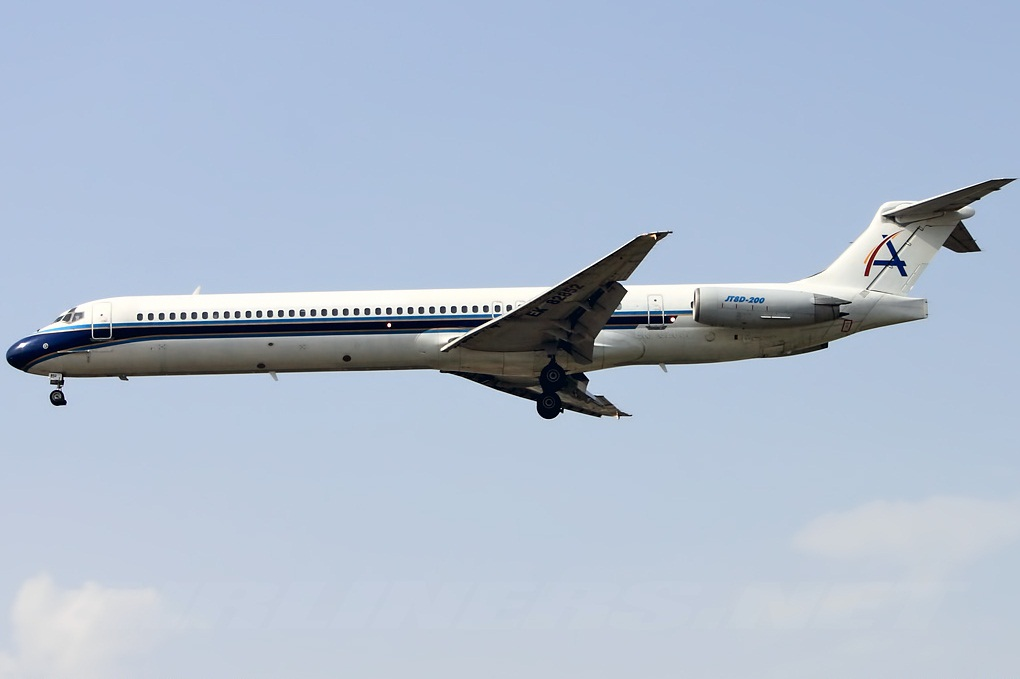
شركة طيران أرارت الدولية عند هبوطها في مطار مهرآباد الدولي (2010).

شركة طيران آرارات الدولية هي شركة طيران مقرها في يريفان، أرمينيا ومقرها في مطار زفارتنوتس الدولي في المدينة. تأسست الشركة (التي اشتق اسمها من جبل أرارات) في عام 2010.
في يناير عام 2013، تم تأجير أسطول شركة آرارات الدولية المكون من طائرة ماكدونل دوغلاس إم دي-80، إلى شركة طيران كيش اير.